# St. Martin (Frimmersdorf)

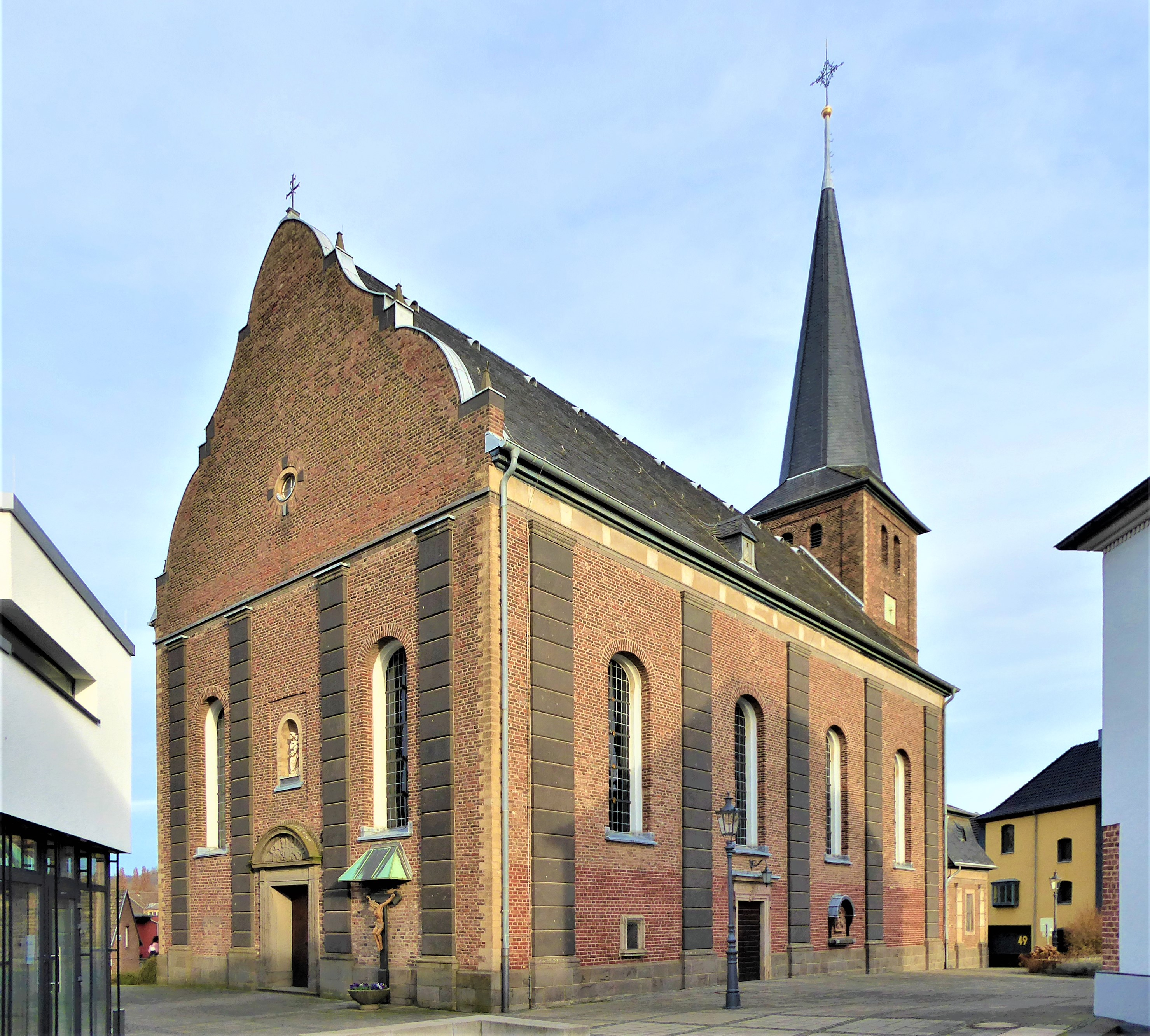
St. Martin, Frimmersdorf

Die römisch-katholische Pfarrkirche St. Martin ist ein denkmalgeschütztes Kirchengebäude in Frimmersdorf, einem Stadtteil von Grevenbroich im Rhein-Kreis Neuss (Nordrhein-Westfalen).

## Geschichte und Architektur
Der Backsteinsaal mit einem dreiseitigen Ostschluss und einem daran anschließenden dreigeschossigen Choranschlussturm wurde durch die Abtei Knechtsteden als Patronatsherr erbaut. Die Sakristei ist angebaut. Das Südportal ist mit 1765 bezeichnet. Die Westfassade mit einem geschweiften Giebel ist durch Pilaster gegliedert. Die Rokokoausstattung mit Hauptaltar, Nebenaltären und der Schranke wurde 1772 angeschafft. Die Orgel wurde in der zweiten Hälfte des 18. Jahrhunderts eingebaut. Das Alter der Kanzel und der Beichtstühle ist nicht belegt.